# Saint-Césaire 1

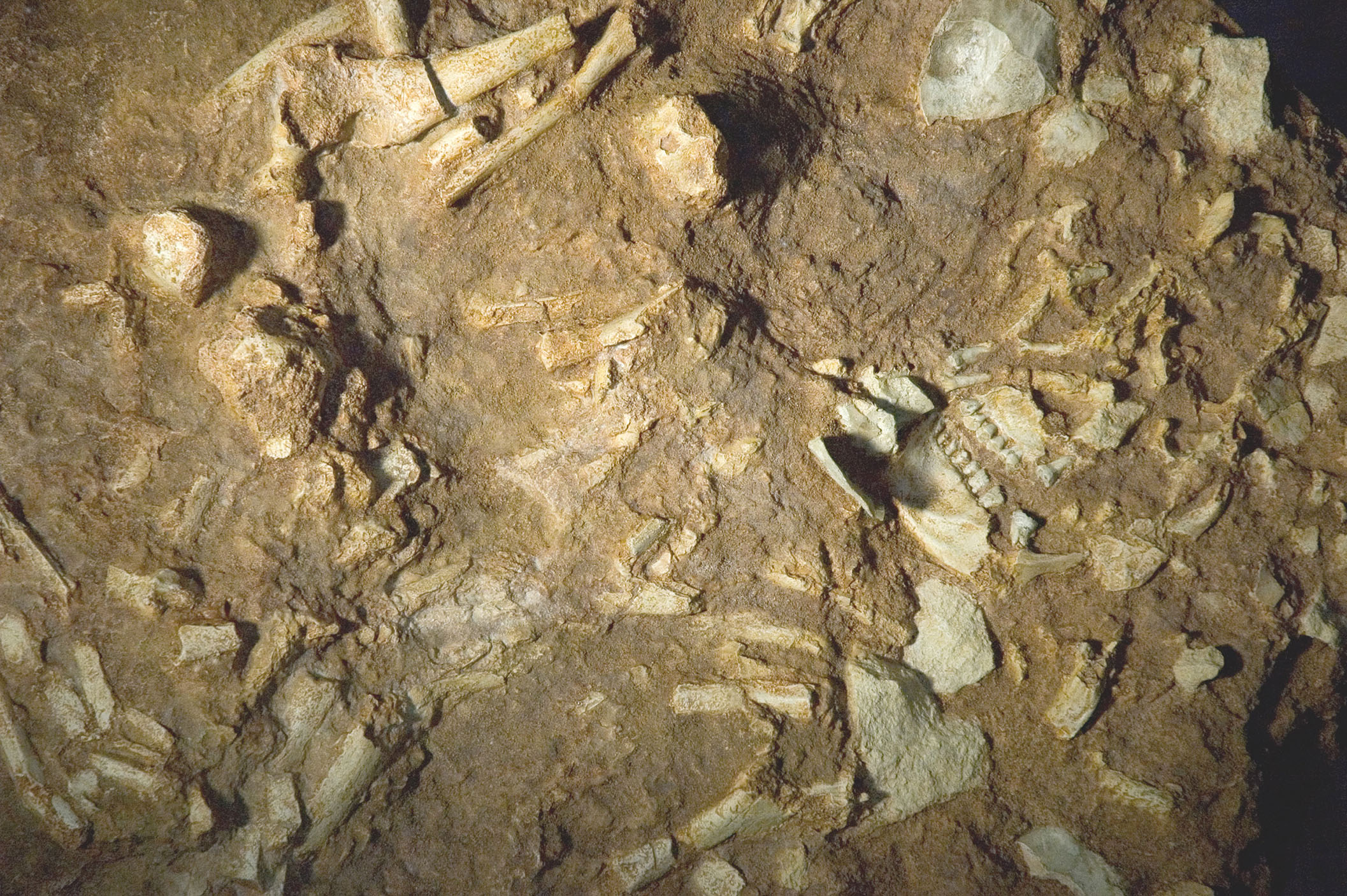
Die Bruchstücke des Skeletts in situ

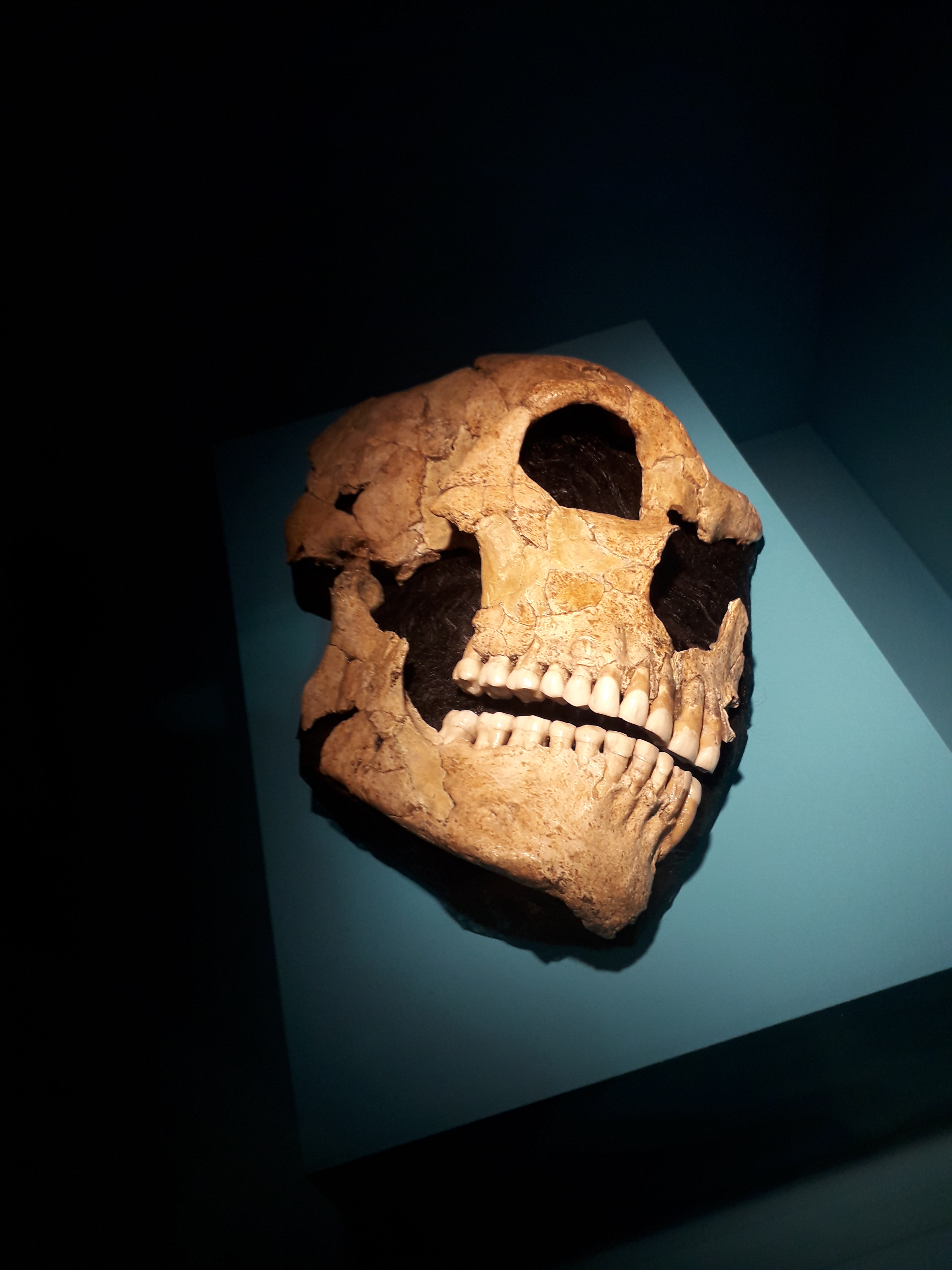
Der rekonstruierte Schädel des Neandertalers Saint-Césaire 1

Saint-Césaire 1 ist die wissenschaftliche Bezeichnung für das Skelett eines jungen, erwachsenen Neandertalers, das 1979 unweit der Gemeinde Saint-Césaire im westfranzösischen Département Charente-Maritime geborgen wurde. Das Fossil wurde in unmittelbarer Nachbarschaft von Artefakten aus der Kultur des Châtelperronien gefunden, denen zunächst ein Alter von 32.100 ± 3.000 Jahren zugeschrieben wurde. Dieser Neandertalerfund galt daher zeitweise als einer der jüngsten Belege für die Existenz dieser Art. Heute wird das Châtelperronien in die Zeitspanne zwischen 45.000 und 40.000 Jahren vor heute (cal BP) datiert, und die Verbindung des Fossils mit Steinwerkzeugen des Châtelperronien gilt als ungesichert.
Die ersten Ausgrabungen im Bereich der Fundstätte La Roche a Pierrot – benannt nach einer so genannten Felswand aus rund 90 Millionen Jahre alten Kalkstein – dauerten von 1976 bis 1987. Geleitet wurden sie von François Lévêque (Universität Aix-Marseille, ab 1999 Universität La Rochelle). Seit 2013 finden weitere Ausgrabungen unter neuer Leitung statt, in deren Verlauf die ursprüngliche Interpretation der Fundumstände des Skeletts revidiert wurde.

## Die ursprüngliche Interpretation des Fundes
Das Fossil Saint-Césaire 1 wurde durch über ihm liegende Bodenschichten und das Gestein einer kollabierten ehemaligen Höhle erheblich zerdrückt und ist nur in relativ schlechtem Zustand erhalten geblieben; die Knochen der Füße fehlen. Als Neandertaler wurde das Fossil anhand der Merkmale des Schädels und des Unterkiefers identifiziert. Die räumliche Nähe des Fundes zu Steinwerkzeugen aus der Kultur des Châtelperronien wurde als Bestätigung früherer Vermutungen bewertet, dass die Kultur des Châtelperronien mit den Neandertalern in Verbindung steht und nicht mit den zur gleichen Zeit bereits nach Europa eingewanderten – in der europäischen Forschungstradition so bezeichneten, anatomisch modernen – Cro-Magnon-Menschen (Homo sapiens). Darüber hinaus gab die Datierung des Fossils Anlass zu Spekulationen über die Verwandtschaft des Neandertalers mit den anatomisch modernen Menschen: Milford H. Wolpoff sah 1981 in dem Fund eine Bestätigung seiner Hypothese vom multiregionalen Ursprung des modernen Menschen, das heißt, von einem gleitenden Übergang des europäischen Homo erectus / Homo heidelbergensis über den Neandertaler (Homo neanderthalenis) zu Homo sapiens, was jedoch umgehend von Forschern um Chris Stringer unter Verweis auf hominine Funde aus Afrika („Out-of-Africa-Theorie“) zurückgewiesen wurde.

## Heutiger Forschungsstand
2002 berichteten Forscher um Christoph P. E. Zollikofer, eine ausgeheilte Verletzung am Schädel des Neandertaler sei vermutlich durch eine scharfe Steinklinge verursacht worden und belege möglicherweise eine gewaltsame Auseinandersetzung zwischen mehreren Personen.
Im Umkreis der fossilen Knochen wurden Schalen eines Kahnfüßers aus der Gattung Dentalium entdeckt, die als mögliche Grabbeigaben interpretiert wurden.
Brad Gravina et al. (2018) entdeckten bei einer Überprüfung der Schichtenfolgen im Bereich der Fossilienfundstelle keinen Zusammenhang zwischen den Neandertalerknochen und den dortigen Steinwerkzeugen des Châtelperronien. Vielmehr habe man in der Fundschicht des Neandertalers nur wenige Artefakte des Châtelperronien entdeckt, hingegen einen sehr reichhaltigen Bestand an Artefakten aus der Kultur des (ebenfalls mit dem Neandertaler verbundenen) Moustérien. Die Forscher vermuten, die heutige Fundstätte sei mehrfach abwechselnd von Gruppen unterschiedlicher kultureller Herkunft besucht und infolgedessen deren Steinwerkzeuge in unterschiedliche Schichten geraten und vermischt worden. Demnach könnten die auf ein Alter von rund 40.000 Jahren datierten Steinwerkzeuge aus der Kultur des Moustérien mit dem Neandertalerfund in Verbindung stehen, denn eine direkte Datierung eines Knochens von Saint-Césaire 1 ergab 2012 ein Alter zwischen 41.950 und 40.660 Jahren (cal BP).

## Belege
1. 1 2   Eintrag Saint-Césaire in: Bernard Wood (Hrsg.): Wiley-Blackwell Encyclopedia of Human Evolution. 2 Bände. Wiley-Blackwell, Chichester u. a. 2011, ISBN 978-1-4051-5510-6.
2. ↑  Arthur ApSimon: The last neanderthal in France? In: Nature. Band 287, 1989, S. 271–272, doi:10.1038/287271a0.
3. ↑  Tom Higham, Katerina Douka et al.: The timing and spatiotemporal patterning of Neanderthal disappearance. In: Nature. Band 52, Nr. 7514, 2014, S. 306–309, doi:10.1038/nature13621
 Neandertaler starben vor spätestens 39.000 Jahren aus. Auf: idw-online vom 20. August 2014.
4. ↑  Saint-Césaire – About the Site. Auf der Website der Trent University, abgerufen am 2. Mai 2024.
5. ↑   François Lévêque und Bernard Vandermeersch: Les découvertes de restes humains dans un horizon castelperronien de Saint-Césaire (Charente-Maritime). In: Bulletin de la Société Préhistorique Française. Comptes Rendus des Séances Mensuelles. Band 77, Nr. 2, Paris 1980.
6. ↑   Milford H. Wolpoff: Allez Neanderthal. In: Nature. Band 289, 1981, S. 823–824, doi:10.1038/289823a0.
7. ↑   Chris Stringer et al.: Allez Neanderthal. In: Nature. Band 289, 1981, S. 823–824, doi:10.1038/289823a0.
8. ↑  Chris Stringer: Towards a solution to the neanderthal problem. In: Journal of Human Evolution. Band 11, Nr. 5, 1982, S. 431–438, doi:10.1016/S0047-2484(82)80096-1.
9. ↑  Christoph P. E. Zollikofer et al.: Evidence for interpersonal violence in the St. Césaire Neanderthal. In: PNAS. Band 99, Nr. 9, 2002, S. 6444–6448; doi:10.1073/pnas.082111899.
10. ↑  Esteban Álvarez Fernández und Olaf Jöris: Personal Ornaments in the Early Upper Paleolithic of Western Eurasia: an Evaluation of the Record. In: Eurasian Prehistory. Band 5, Nr. 2, 2008, S. 29–42.
11. ↑   Brad Gravina et al.: No Reliable Evidence for a Neanderthal-Châtelperronian Association at La Roche-à-Pierrot, Saint-Césaire. In: Scientific Reports. Band 8, Artikel Nr. 15134, 2018, doi:10.1038/s41598-018-33084-9.
12. ↑  Jean-Jacques Hublin et al.: Radiocarbon dates from the Grotte du Renne and Saint-Césaire support a Neandertal origin for the Châtelperronian. In: PNAS. Band 109, Nr. 46, 2012, S. 18743–18748; doi:10.1073/pnas.1212924109.